# 후쿠오카정 (기후현)
후쿠오카정(일본어: 福岡町)은 일본 기후현 에나군에 설치되었던 촌이다. 2005년 2월 13일에 에나군 주변 6정촌과 함께 나카쓰가와시에 편입하였다.

## 지리
기후현 동부에 위치하며 정역은 남북으로 긴 형태이며 북쪽 끝에는 해발 1,600m의 삼계산이 솟아 있다. 마을 동서는 해발고도 700~1,200m의 산지가 펼쳐져 있고, 그 사이를 쓰케치강이 남북으로 종단하고 있다. 쓰케치 주변에는 하안단구가 펼쳐져 삶의 터전이 되고 있다.

## 역사
- 1889년 7월 1일 - 정촌제 시행으로 에나군 후쿠오카촌이 성립하였다.
- 1966년 4월 1일 - 정으로 승격해 후쿠오카정이 되었다.
- 2005년 2월 13일 - 에나군 주변 6정촌과 함께 나카쓰가와시에 편입하였다.

## 행정
- 정장 : 고바야시 요시오(小林庸郎) (2004년 6월 ~ 2005년 2월 13일)

## 교통

### 도로
- 국도 제256호선
- 국도 제257호선

## 참고 문헌
- 角川日本地名大辞典編纂委員会,『角川日本地名大辞典 21 岐阜県』1980, 角川書店